# جابه‌جایی شاهدخت
جابه‌جایی شاهدخت (به انگلیسی: The Princess Switch) فیلمی در ژانر کمدی رمانتیک محصول سال ۲۰۱۸ آمریکا به کارگردانی مایکل روهل و نویسندگی رابین برنام و مگان متزگر است. بازیگرانی چون ونسا هاجنز، سم پالادیو، نیک سیگر، مارک فلیشمن و سوآن براون در این فیلم به ایفای نقش پرداخته‌اند. قسمت دوم این فیلم تحت عنوان جابه‌جایی شاهدخت: جابه‌جایی دوباره در سال ۲۰۲۰ منتشر شد.

## داستان
«استیسی» دختری جوان از یک خانواده متوسط، ساکن شهر شیکاگو است که تصمیم می‌گیرد در مسابقه شیرینی پزی که به مناسبت کریسمس برگزار می‌شود شرکت کند.
او در این مسابقه با خانمی آشنا می‌شود که از نظر قیافه بسیار به هم شبیه هستند. این خانم نامزد شاهزاده است و از نظر طبقاتی با استیسی بسیار متفاوت است. آن‌ها تصمیم می‌گیرند تا برای دو روز جای یکدگر باشند و این چنین می‌شود که داستان‌های جذاب و عجیبی اتفاق می‌افتد. او همین کار را در شب کنسرت هم انجام داد که کسی او را می دزد.